# Guarany Sporting Club
Il Guarany Sporting Club, meglio noto come Guarany de Sobral, è una società calcistica brasiliana con sede nella città di Sobral, nello stato del Ceará.

## Storia
Il Guarany Sporting Club è stato fondato il 2 luglio 1938, nella casa di Luiz Nogueira Adeodato, a Sobral, nello stato del Ceará. I primi membri del consiglio direttivo del club erano José Aloísio Pinto e Luiz Nogueira Adeodato. Il Guarany ha vinto il suo primo titolo, che è stato il Campeonato Cearense Série B, nel 1966, rivincendo il campionato anche nel 1999. Ha partecipato al Campeonato Brasileiro Série C nel 2001, dove ha terminato al terzo posto, tuttavia venne promosso nel Campeonato Brasileiro Série B 2002, al posto del Malutrom. Il club ha vinto il Campeonato Brasileiro Série D nel 2010, dopo aver sconfitto l'América-AM in finale.

## Palmarès

### Competizioni nazionali
- Campeonato Brasileiro Série D: 1

2010

### Competizioni statali
- Campeonato Cearense Série B: 4

1966, 1999, 2005, 2008
- Copa Fares Lopes: 1

2015

### Altri piazzamenti
- Campeonato Brasileiro Série C:

Terzo posto: 2001
- Campionato Cearense:

Secondo posto: 2013